# Agarodes crassicornis
Agarodes crassicornis är en nattsländeart som först beskrevs av Walker 1852.  Agarodes crassicornis ingår i släktet Agarodes och familjen krumrörsnattsländor. Inga underarter finns listade i Catalogue of Life.